# Gens Fulvia
De gens Fulvia was een plebeïsche familie uit de Romeinse oudheid, die oorspronkelijk uit Tusculum kwam. Hun nomen gentile was Fulvius (vrouwelijk: Fulvia).
Lucius Fulvius Curvus, de eerste van deze gens, was consul in 322 v.Chr. en onder het patronaat van de Fabii speelden vele andere Fulvii een invloedrijke rol in de staat. Belangrijke cognomina van de familie zijn Flaccus en Nobilioris

## Bekende leden van deGens Fulvia

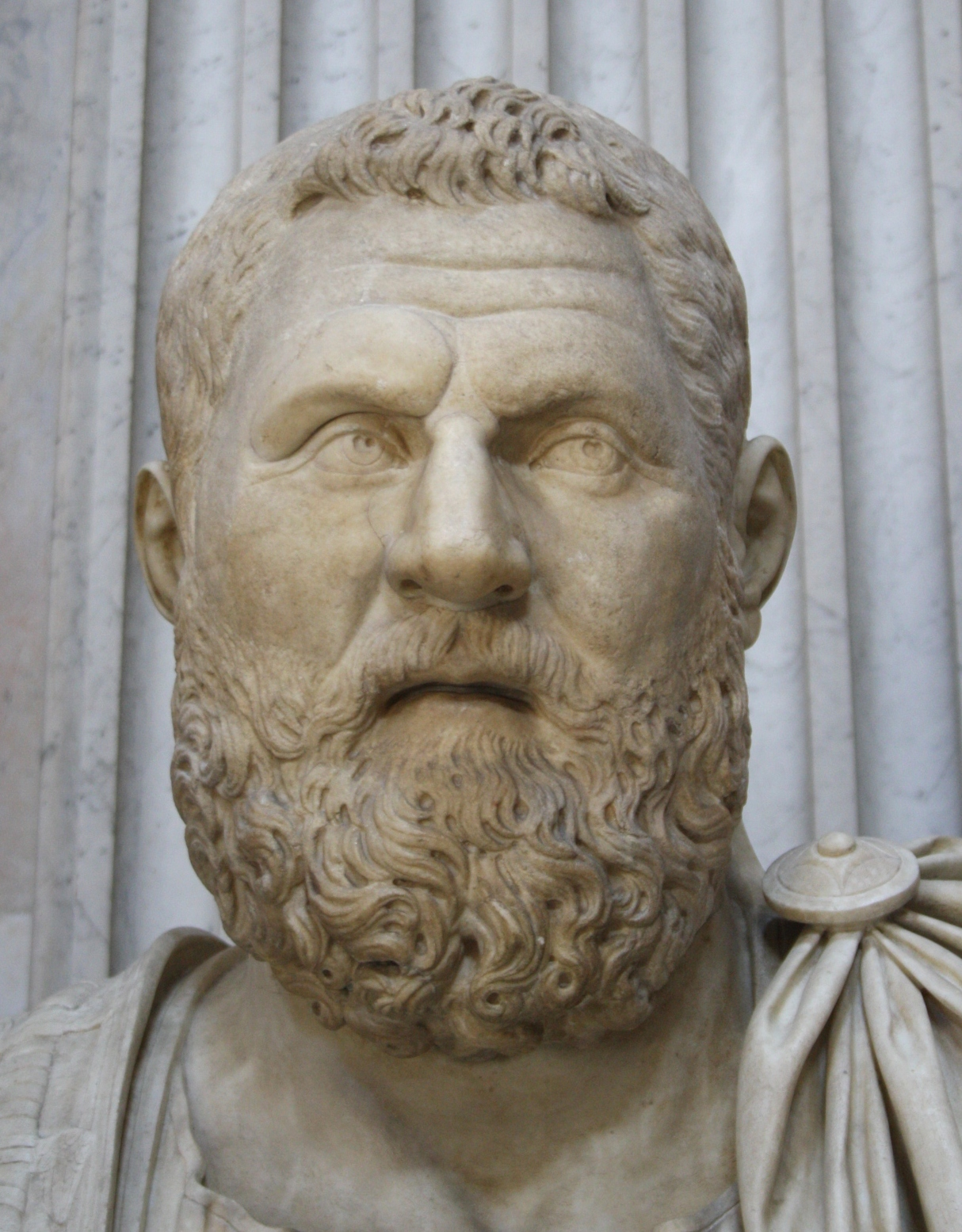
Gaius Fulvius Plautianus (Pio-Clementino Museum).

- Fulvia Flacca Bambula, echtgenote van Marcus Antonius;
- Fulvia Pia, moeder van de Romeinse keizer Septimius Severus (193-211);
- Publia Fulvia Plautilla, gestorven ca. 211, echtgenote van Caracalla en keizerin van Rome van 202 tot 205;
- Gaius Fulvius Plautianus;
- Marcus Fulvius Rufus Iotapianus benoemde zichzelf tot Romeins keizer ca. 249;
- Titus Fulvius Iunius Macrianus, Romeinse usurpator;

### Fulvii Centumali
- Gnaius Fulvius Maximus Centumalus;
- Gnaius Fulvius Centumalus (consul in 229 v.Chr.);
- Gnaius Fulvius Centumalus Maximus (consul in 211 v.Chr.);
- Marcus Fulvius Centumalus, praetor urbanus in 192 v.Chr.;

### Fulvii Flacci
- Marcus Fulvius Flaccus (consul in 264 v.Chr.);
- Quintus Fulvius Flaccus (consul in 237 v.Chr.);
- Quintus Fulvius Flaccus (consul in 179 v.Chr.);
- Marcus Fulvius Flaccus (consul in 125 v.Chr.);

### Fulvii Nobiliores
- Marcus Fulvius Nobilior (consul in 189 v.Chr.);
- Marcus Fulvius Nobilior (consul in 159 v.Chr.);